# موران كامبل
موران كامبل هو طبيب عام كندي، ولد في 31 أغسطس 1925 في يوركشاير في المملكة المتحدة، وتوفي في 12 أبريل 2004 بسبب سرطان القولون.